# Pachyptila
Pachyptila é um género de aves da família Procelariidae, composto pelas aves em geral chamadas, em português, faigões. O género inclui as seguintes espécies:
- Pachyptila vittata (Faigão-de-bico-largo)
- Pachyptila salvini
- Pachyptila desolata (Faigão-rola)
- Pachyptila belcheri (Faigão-de-bico-fino)
- Pachyptila turtur
- Pachyptila crassirostris